# Chrysopodes diffusus
Chrysopodes diffusus är en insektsart som först beskrevs av Luisa Eugenia Navas 1927.  Chrysopodes diffusus ingår i släktet Chrysopodes och familjen guldögonsländor. Inga underarter finns listade i Catalogue of Life.